# Helioscota
Helioscota là một chi bướm đêm thuộc họ Noctuidae.